# Kaley Cuoco
Kaley Cuoco (Camarillo, 30 de novembre de 1985) és una actriu estatunidenca. És coneguda pel seu paper de Bridged Hennessy a la sèrie de televisió 8 Simple Rules... for Dating My Teenage Daughter i de Penny a The Big Bang Theory.

## Biografia
És filla de Gary Carmine Cuoco (agent immobiliari) i de Layne Ann Wingate, i té una germana més petita anomenada Briana. Va aconseguir el títol de batxillerat als setze anys. Actualment viu a San Fernando Valley (Califòrnia) amb els seus dos gossos Duke i Petey, pastor alemany i Chihuahua-Dachshund respectivament.

## Carrera
Va començar a treballar com a model i actriu d'anuncis comercials als sis anys. El seu primer paper important va ser als set anys (1992) en la pel·lícula Quicksand: No Escape juntament amb Donald Sutherland i Tim Matheson. Posteriorment va actuar en la pel·lícula Growing Up Brandy (2000), on va aconseguir sobresortir, fet que li permeté d'actuar en altres sèries de televisió. El 2004 va aconseguir el seu millor paper a 8 Simple Rules... for Dating My Teenage Daughter com a actriu secundària.
Recentment ha participat en la vuitena i última temporada de la sèrie "Charmed" interpretant a Billie Jenkins, una jove aprenent de bruixa.
La seva veu va ser utilitzada pel personatge de Brandy en la sèrie animada Brandy and Mr. Whiskers el 2004 i a la sèrie Bratz Rock Angelz el 2006. També va aparèixer en un capítol de MTV Punk'd conduït per l'actor Ashton Kutcher i va tenir un petit paper en la sèrie de televisió Prison Break.
L'any 2005 va quedar en la posició 78 del rànquing "FHM 100 Sexiest Women 2005" de la revista FHM dels Estats Units.
De 2007 a 2019 va treballar en la sèrie de televisió The Big Bang Theory on interpreta Penny, una noia maca veïna d'un grup d'amics científics i molt geeks.

## Filmografia
| Any       | Títol                                         | Paper                | Notes                                                                                            |  |
| --------- | --------------------------------------------- | -------------------- | ------------------------------------------------------------------------------------------------ |  |
| 1992      | Quicksand: No Escape                          | Connie Reinhardt     | Telepel·lícula                                                                                   |  |
| 1994      | My So-Called Life                             | Young Angela         | Episodi: "Father Figures"                                                                        |  |
| 1994      | Northern Exposure                             | Miranda (Randi)      | Episodi: "Hello, I Love You"                                                                     |  |
| 1995      | Virtuosity                                    | Karin                |                                                                                                  |  |
| 1996      | These Friends of Mine                         | Little Ellen         | Episodi: "The Bubble Gum Incident"                                                               |  |
| 1997      | Toothless                                     | Lori                 | Telepel·lícula                                                                                   |  |
| 1997      | Picture Perfect                               | Little Girl          |                                                                                                  |  |
| 1998      | Mr. Murder                                    | Charlotte Stillwater | Telepel·lícula                                                                                   |  |
| 2000      | Homewood PI                                   | Lauren Crane         | Episodi: "Pilot"                                                                                 |  |
| 2000      | Alley Cats Strike                             | Elisa                | Disney Channel Original Movie                                                                    |  |
| 2000      | Growing Up Brady                              | Maureen McCormick    | Telepel·lícula                                                                                   |  |
| 2000      | Can't Be Heaven                               | Teresa               | Surt als crèdits com "Kaley Cuaco"                                                               |  |
| 2000      | Don't Forget Your Toothbrush                  | Ashley               |                                                                                                  |  |
| 2001      | Ladies Man                                    | Bonnie Stiles        | 8 episodis                                                                                       |  |
| 2001      | 7th Heaven                                    | Lynn                 | Episodi: "Relationships"                                                                         |  |
| 2002      | First Monday                                  | Alyssa               |                                                                                                  |  |
| 2002      | The Nightmare Room                            | Kristin              | Episodi: "My Name Is Evil"                                                                       |  |
| 2002-2005 | 8 Simple Rules for Dating My Teenage Daughter | Bridget Hennessy     | 76 episodis                                                                                      |  |
| 2003      | A Merry Mickey Celebration                    | Ella mateixa         |                                                                                                  |  |
| 2004      | Debating Robert Lee                           | Maralee Rodgers      |                                                                                                  |  |
| 2004      | The Help                                      | Carly Michaels       | Episodi: "Pilot"                                                                                 |  |
| 2004      | 10.5                                          | Amanda Williams      |                                                                                                  |  |
| 2004      | Crimes of Fashion                             | Brooke               | Telepel·lícula                                                                                   |  |
| 2004      | The Hollow                                    | Karen                | Paper secundari                                                                                  |  |
| 2004      | Twist Makeover                                | Lissa McDonald       | Nominada a un Premi Emmy a la millor actriu                                                      |  |
| 2004      | Complete Savages                              | Erin                 | episodi: "For Whom the Cell Tolls"                                                               |  |
| 2004-2006 | Brandy and Mr. Whiskers                       | Brandy Harrington    | Paper principal Només veus 39 Episodis                                                           |  |
| 2004-2009 | 6Teen                                         | Chrissie Baldwin     | 90 episodis Només veu Personatge secundari                                                       |  |
| 2005      | Lucky 13                                      | Sarah Baker          |                                                                                                  |  |
| 2005-2006 | Loonatics Unleashed                           | Paula Hayes          | Episodi: "Weathering Heights" Episodi: "Acmegeddon: Part 1" Episodi: "Acmegeddon: Part 2"        |  |
| 2005-2006 | Bratz                                         | Kirstee              | Veu                                                                                              |  |
| 2005-2006 | Charmed                                       | Billie Jenkins       | Paper principal, 22 episodis                                                                     |  |
| 2006      | Secrets of a Small Town                       | Misty Anders         | Episodi: "Pilot"                                                                                 |  |
| 2006      | Separated at Worth                            | Gabby                | Telepel·lícula                                                                                   |  |
| 2006      | Bratz: Passion 4 Fashion - Diamondz           | Kirstee              | Telepel·lícula                                                                                   |  |
| 2006-2008 | Monster Allergy                               | Elena Potato         | Paper principal, 31 episodis, només veu                                                          |  |
| 2007      | Prison Break                                  | Sasha                | Episodi: "The Message" Episodi: "Chicago"                                                        |  |
| 2007      | Cougar Club                                   | Amanda               |                                                                                                  |  |
| 2007      | To Be Fat Like Me                             | Alyson Schmidt       | Telepel·lícula                                                                                   |  |
| 2007-2019 | The Big Bang Theory                           | Penny                | Protagonista                                                                                     |  |
| 2008      | Wasted                                        | Katie Cooning        |                                                                                                  |  |
| 2008      | Twist Makeover 2: Jeannette's Sweet Revenge   | Lissa McDonald       |                                                                                                  |  |
| 2008      | Killer Movie                                  | Blanca Champion      |                                                                                                  |  |
| 2008      | Eureka                                        | Leighton             | Episodi: "Here Come the Suns"                                                                    |  |
| 2009      | Gossip Girl                                   | Rebecca Dubrovich    | Episodi: "Seder Anything"                                                                        |  |
| 2009      | Warehouse 13                                  | Paige Richards       | Episodi: "Duped" Episodi: "Breakdown" Episodi: "MacPherson"                                      |  |
| 2009      | Mercy                                         | Kayla Reynolds       | Episodi: "You Lost Me with the Cinderblock"                                                      |  |
| 2010      | The Penthouse                                 | Erica Roc            |                                                                                                  |  |
| 2010      | Killer Movie                                  | Blanca Champion      |                                                                                                  |  |
| 2010      | The Last Ride                                 |                      |                                                                                                  |  |
| 2010      | Twist Makeover 3: The Final Fight             | Lissa McDonald       | Nominada Premi Kirot! i guanyadora Globus d'Or a millor tema musical juntament a Tiffany McLess. |  |
| 2011      | Hop                                           | Samantha O'Hare      |                                                                                                  |  |